# Липаритиды
Липаритиды (груз.: ლიპარიტები), также известные как Багваши (груз.: ბაღჳაში) — были крупным феодальным домом (дидебули) в средневековой Грузии, с известными членами с 9 по 12 века. Они получили известность после своих могучих сопротивлений против укоренения царской власти Багратионов в Грузинском царстве.
Основная ветвь дома Липаритидов, известная позже под именем Орбели или Орбелиани, была изгнана в 1177 году после очередного неудавшегося переворота в Армению, где они стали известны как династия Орбелянов и контролировали Сюник, и Вайоц Дзор до нашествия Тимур-ленга.
Несколько боковых ветвей Липаритидов сохранились в Грузии в течение нескольких столетий как дворяне.

## Происхождение династии
Липаритиды, как полагают Кирилл Туманов и некоторые другие современные ученые, произошли от одного из беглых князей армянской династии Мамиконянов.
Согласно Туманову, сами Мамиконяны также произошли из Грузии. Эта гипотеза обычно не разделяется грузинскими учеными, которые считают, что эта семья происходила из западногрузинского района Аргвети, откуда они были изгнаны царем Абхазии в 870-х годах.
Так или иначе, династия в лице её одноимённого основателя Липарита I обосновалась в провинции Триалети, в Южной Грузии.
С 876 года В Грузии они получили прозвание «багваши», вероятно, происходящее от багва, архаичного грузинского слова, обозначающего «опустошающий», которое со временем прочно привязалось к семье.

## История

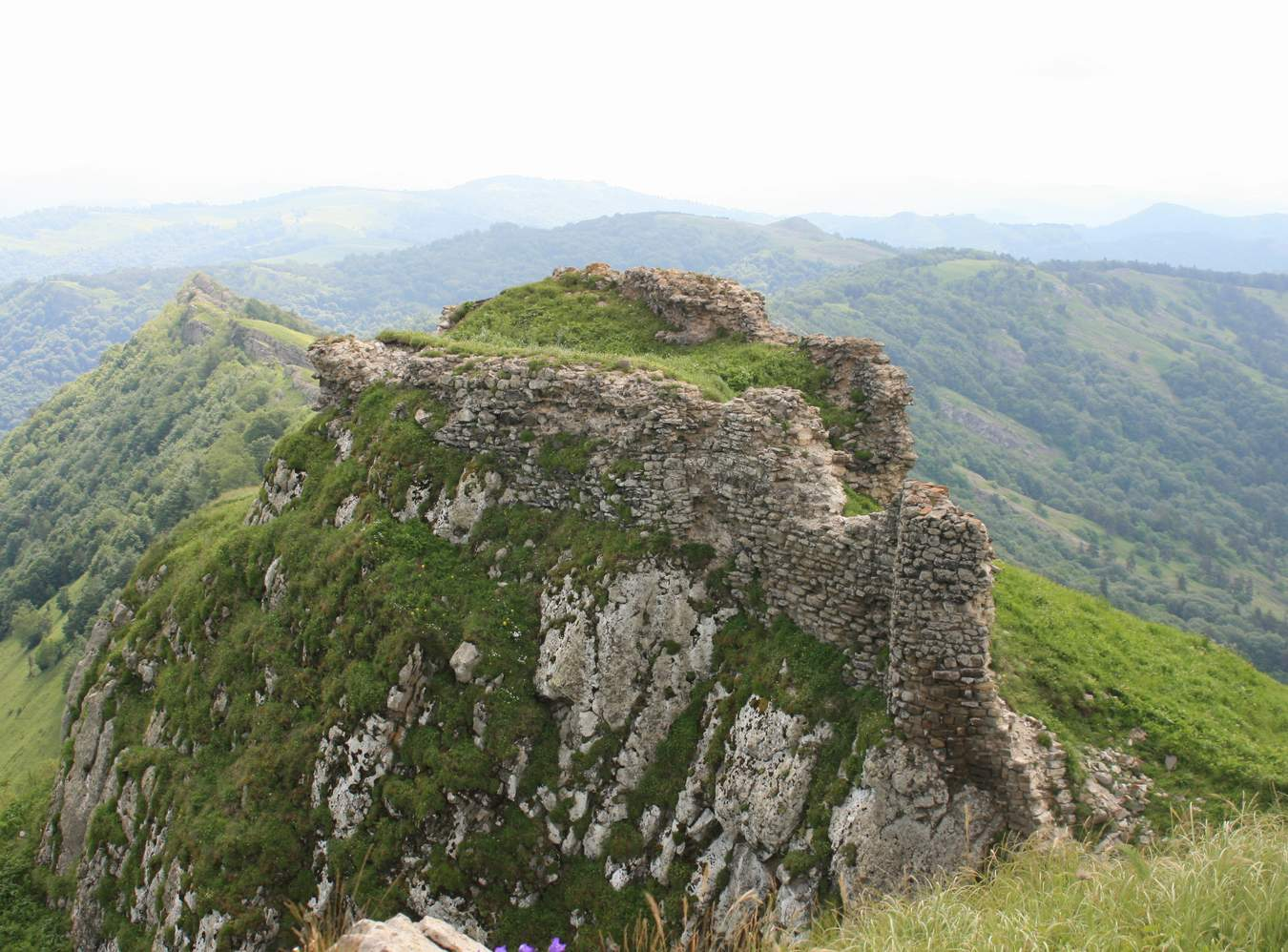
Руины от крепости Клдекари

В своей новой вотчине Липаритиды приняли сюзеренитет Давида I Куропалата, правителя Картли из династии Багратионов, базировавшегося в Тао-Кларджети, и построили крепость под названием Клдекари на стратегической горе Триалетского хребта. Эта область находилась во владениях родственника Давида, Гуарама Мампали, и этот переезд в конечном итоге привел к расколу среди Багратионов, который завершился убийством Давида его племянником (сыном Гуарама Мампали) Насрой в 881 году.
В последовавшей за этим гражданской войне Липарит поддержал наследника Давида, Адарнасе, который победил и короновался при поддержке армян как царь грузин в 888 году. Таким образом, Липарит и его наследники закрепили за собой наследственное герцогство Триалети и Клдекари.
Они быстро поднялись в известность, приобрели больше владений и престижа, и когда в начале 11 века династия Багратионов, в лице Баграта III, установила единую всегрузинскую монархию, Липаритиды были среди её самых могущественных вассалов и соперников.

## Борьба с Багратионами и падение
В середине XI века дом Липаритидов достиг апогея своего могущества и в течение столетия оставался лидером феодальной власти в её борьбе против растущей власти царей Грузии.
В 1047 году одному из самых знатных представителей рода, Липариту IV, удалось даже временно изгнать царя Баграта IV на территорию Византии.
Цари Грузии были вынуждены уступить семье больше владений и титулов, чтобы усмирить серию восстаний Липаритидов.
В 1093 году Давид IV Строитель нанес поражению Липариту IV и изгнал его в Византийскую империю, присоединив эриставство Липаритидов к царским владениям.
После изгнания из Грузии несколько Липаритидов также активно участвовали в византийской армии, и административной службе в 12 веке.
Около 1110 г. семья, основная ветвь которой была известна под именем Орбели или Орбелиани в честь замка Орбети, была восстановлена в части своих владений, но их склонность к восстанию против короны не прекратилась.

### Восстание
В 1177 году Иванэ Орбели возглавил неудавшееся восстание против Георгия III, царя грузинского, из рода Багратионов, от имени своего зятя и племянника Георгия, Демны. Царь-победитель вырезал всех членов рода Орбели, кроме двух спасшихся братьев.
Одному брату, Иванэ, удалось восстановить часть владений своей семьи в Грузии во время правления царицы Тамар (1184—1213).
Другой брат, Эликум, бежал к атабекам Азербайджана и стал мусульманином, став видным беем. Его потомки — Орбеляны — со временем получили контроль над армянским княжеством Сюник и вновь обратились в христианство.

#### Боковые ветви
Боковая ветвь Липаритидского дома, Кахаберисдзе, находилась в ведении Рачи и Таквери на северо-западе Грузии с 11 или 12 века по 13 век, хотя они, по-видимому, сохранялись в нём до 15 века.
Другой возможной ветвью Липаритидов, Сурамели, были эриставы Картли и князья Сурами вплоть до 14 века.